# Toledo, Peoria and Western Railway
Le Toledo, Peoria and Western Railway (sigle de l'AAR: TPW) est une shortline aux États-Unis, qui exploite un réseau de 398 km reliant Mapleton, Illinois, via Peoria à Logansport, Indiana. Il utilise divers droits de passages sur son parcours entre Galesburg, Illinois, et Peoria ; entre Logansport et Kokomo, Indiana, et entre Reynolds, Indiana, et Lafayette, Indiana. Il a des connexions avec l'Union Pacific Railroad, le Burlington Northern and Santa Fe Railway (BNSF), le Norfolk Southern Railway, le CSX Transportation, le Canadien National, le Canadien Pacifique, le Central Railroad of Indianapolis (CERA), l'Illinois and Midland Railroad (ex C&IM), le Kankakee, Beaverville and Southern (KBSR groupe RailAmerica) et le Tazewell & Peoria Railroad (T&P groupe Genesee & Wyoming Inc.).
Il transporte des produits agricoles, des pièces automobiles, du charbon, de l'acier et des produits chimiques.

## Le Toledo, Peoria and Western Railroad
Son prédécesseur le Peoria & Oquawka fut créé en 1855. À la suite d'une réorganisation, il prit le nom de Toledo Peoria & Warsaw en 1880.
Le Toledo, Peoria & Western Railroad fut créé dans l'Illinois le 28 mars 1887 pour consolider le Toledo, Peoria & Warsaw Railway et le Logansport, Peoria & Burlington railroad, lequel reliait Galesburg à East Burlington (en 1855), Gilman (en 1857) et Effner (en 1859).
Une carte du réseau de 1931 indiquait que le PT&W reliait Lomax, Peoria et Effner, et un embranchement reliait Keokuk à La Harpe (entre Lomax et Peoria).
En 1937, le TP&W acheta à Alco, 6 locomotives à vapeur Northern type 4-8-4 de classe H-10 numérotées de 80 à 85; ce furent les locomotives 4-8-4 les plus légères jamais construites pour un chemin de fer nord américain.
Le TP&W fit partie des chemins de fer américains de classe I.
En janvier 1960, l'Atchison, Topeka and Santa Fe Railway et le Pennsylvania Railroad se partagèrent son contrôle. Lorsque le Penn Central fit faillite en 1976, le TP&W racheta l'ancienne voie du PRR reliant Effnet à Logansport.
Le Santa Fe le racheta en totalité en 1979, puis le fusionna le 3 décembre 1983.

## Les portions rachetées par le Keokuk Junction Railway (KJRY)
En décembre 1986, le KJRY acheta 54 km de voies de l'ex TP&W au Santa Fe, permettant de relier Keokuk et Warsaw, Illinois à La Harpe (entre Lomax et Peoria.
Le Surface Transportation Board (STB) n'autorisa le KJRY à racheter cette extrémité ouest du TP&W que le 28 octobre 2004. Le KJRY compléta son acquisition le 11 février 2005, en rajoutant les 122 km de l'ancien TP&W reliant La Harpe à Peoria.
Le Keokuk Junction Railway possède désormais des portions de l'ancien TP&W, incluant la section Western Illinois & Keokuk, située dans les Comtés de Fulton, McDonough et Hancock (Illinois).

## La renaissance du Toledo, Peoria and Western Railway
Le 3 février 1989, le Santa Fe vendit la ligne principale Lomax-Peoria-Logansport de l'ex TP&W à la Delaware Ostego Corporation qui ressuscita le nom Toledo Peoria & Western Railway.
La ligne principale de cette petite compagnie dessert Mapleton, Illinois, Peoria, et Logansport, Indiana, tandis qu'un embranchement relie Logansport à Winamac, Indiana. Il a des droits de circulation entre Galesburg et Peoria; entre Logansport et Kokomo; et entre Reynolds, Indiana et Lafayette.
En 1998, la compagnie transportait 59000 wagons dont des convois intermodaux. Le trafic comporte des biens agricoles, des pièces automobiles, du charbon, de l'acier et de la chimie.
Elle fut acquise par RailAmerica le 3 septembre 1999 qui l'exploite toujours sous le nom de Toledo, Peoria and Western Railway. Le trafic provient en grande partie des produits agricoles, y compris les produits céréaliers bruts ou transformés, ainsi que des produits chimiques et des tracteurs finis. Le TPW a transporté environ 26 000 wagons en 2008